# Joe Pesci
Joseph Frank Pesci, detto Joe (Newark, 9 febbraio 1943), è un attore e musicista statunitense di origini italiane.
È noto principalmente per l'interpretazione del mafioso italoamericano Tommy DeVito in Quei bravi ragazzi di Martin Scorsese, che gli permise, nel 1991, di vincere il premio Oscar nella categoria miglior attore non protagonista. Inoltre, ha recitato in altre tre pellicole di Scorsese, Toro scatenato (1980), ruolo per cui ricevette la prima candidatura al premio Oscar, Casinò (1995) e The Irishman (2019). Per quest'ultimo, nel quale interpreta il boss mafioso Russell Bufalino, riceve le lodi della critica e viene candidato per un terzo Oscar, sempre nella sezione miglior attore non protagonista.

## Biografia
Joe Pesci nasce a Newark, nel New Jersey, figlio di Angelo Pesci, manovratore di carrello elevatore per la General Motors e barista di origini torinesi, e di Maria Mesce, una parrucchiera part-time, originaria di Aquilonia (in provincia di Avellino). Il giovane Joe cresce a Belleville, New Jersey e frequenta la Belleville High School. Negli anni sessanta lavora nella sua città come barbiere.

### Gli inizi
Debutta sul grande schermo nel 1961 nel film musicale Hey, Let's Twist, diretto da Greg Garrison, dove interpreta un piccolo ruolo non accreditato di un chitarrista. Il primo ruolo da protagonista è del 1975 in un film poliziesco a basso budget, Backstreet (The Death Collector), dove recita al fianco dell'amico Frank Vincent. Il film non ottiene il successo sperato e Pesci lascia il mondo dello spettacolo e torna nel Bronx per lavorare in un ristorante italiano.

### Il successo

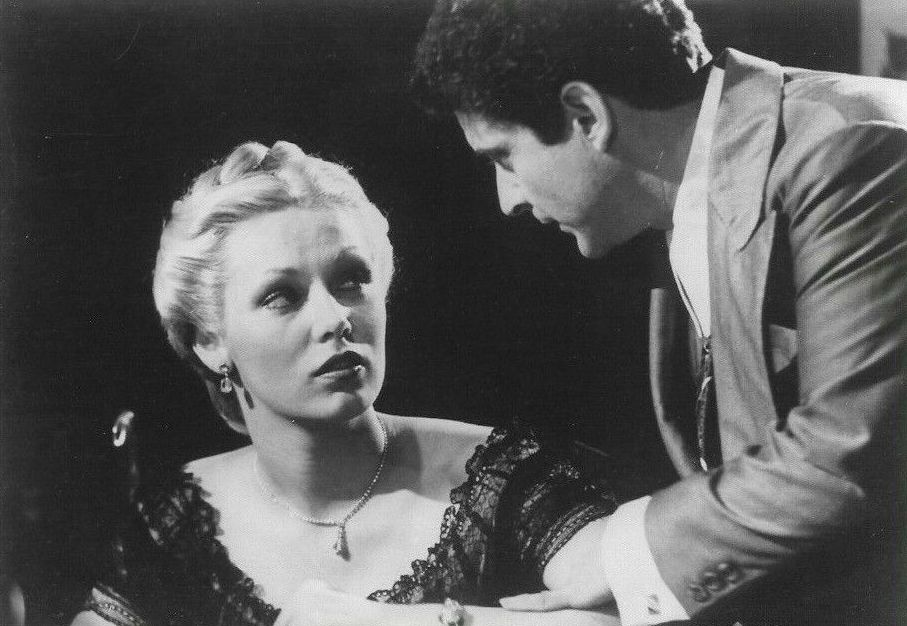
Joe Pesci e Cathy Moriarty nel 1980 sul set di Toro scatenato

Nel 1979 riceve una telefonata da Martin Scorsese e Robert De Niro, rimasti colpiti dalla sua performance in Backstreet, i quali gli offrono di interpretare il co-protagonista al fianco dello stesso De Niro, in Toro scatenato. Pesci accetta e per la sua interpretazione di Joey LaMotta, fratello del pugile Jake, si aggiudica il BAFTA per il miglior attore esordiente e una candidatura al premio Oscar al miglior attore non protagonista.
Questa pellicola gli conferisce una notorietà immediata e sancisce l'inizio del suo sodalizio artistico con Robert De Niro, che continua negli anni grazie a film di grande successo come C'era una volta in America (1984), Quei bravi ragazzi (1990), Bronx (1993), Casinò (1995) e The Irishman (2019). Nel Saturday Night Live nasce un famoso sketch chiamato The Joe Pesci Show, basato proprio sull'imitazione dell'attore e del suo amico De Niro (i due fecero poi un'apparizione nello show per una puntata speciale).
Durante gli anni ottanta recita in svariati film, tra cui Eureka (1983) di Nicolas Roeg, al fianco di Gene Hackman e Rutger Hauer; sempre nel 1983 è in Soldi facili di James Signorelli. Nel 1984 è nel cast di Tutti dentro, diretto e interpretato da Alberto Sordi, e nel capolavoro di Sergio Leone, C'era una volta in America, accanto a De Niro, James Woods e Burt Young. Nel 1987 recita in Kidnapping - Pericolo in agguato di Elie Chouraqui. Nel 1988 recita con il cantante pop Michael Jackson nel musical Moonwalker, dove interpreta l'antagonista Frankie "Mr. Big" LiDeo (un anagramma di uno dei produttori del film e manager di lunga data di Jackson).
Nel 1990 recita nel blockbuster per famiglie intitolato Mamma, ho perso l'aereo, impersonando il personaggio di Harry Lyme, uno dei due ladri maldestri (l'altro è Daniel Stern), che tentano di rubare nella casa del personaggio interpretato da Macaulay Culkin. Due anni dopo, riprende il suo ruolo nel sequel, Mamma, ho riperso l'aereo: mi sono smarrito a New York (1992).

### Quei bravi ragazzie l'Oscar
Joe Pesci impressiona critica e pubblico per l'interpretazione nel film dell'amico Scorsese, Quei bravi ragazzi (1990), accanto ad altri attori affermati come De Niro, Frank Vincent, Paul Sorvino e un giovane Ray Liotta, in cui impersona Tommy DeVito (ispirato al malavitoso Thomas DeSimone), un gangster con raptus d'ira e violenza, e che gli vale il Premio Oscar come migliore attore non protagonista.
Dopo il successo di Quei bravi ragazzi, dimostra di sapersi destreggiare abilmente sia in ruoli drammatici sia in ruoli comici. Tra le sue interpretazioni comiche di maggiore successo vi sono i già citati Mamma, ho perso l'aereo (1990) e il sequel Mamma, ho riperso l'aereo - Mi sono smarrito a New York (1992), ma soprattutto Mio cugino Vincenzo (1992), commedia brillante in cui interpreta il ruolo di un avvocato inesperto e incline alle gaffe. Partecipa anche a numerosi thriller di successo come JFK - Un caso ancora aperto (1991), diretto da Oliver Stone, e Occhio indiscreto (1992), diretto da Howard Franklin. Appare anche nel secondo, terzo e quarto capitolo della saga action movie Arma letale diretta da Richard Donner.
Nel 1999, Pesci lascia la carriera d'attore per intraprendere la carriera di musicista e godersi la vita lontano dalla macchina da presa. Ritorna a recitare nel 2006 con un cameo in The Good Shepherd - L'ombra del potere, diretto da Robert De Niro, mentre nel 2010 ritorna protagonista dopo undici anni in Love Ranch, dove interpreta il proprietario di un bordello. Nel 2011, insieme a Don Rickles (con cui ha recitato nel 1995 in Casinò) gira uno spot televisivo della famosa marca di snack Snickers.
Nel 2011 fa causa alla Fiore Films e ai produttori del film Gotti, per aver infranto la promessa di scritturarlo nei panni del gangster Angelo Ruggiero. Pesci dichiara di aver preso 30 libbre (circa 14 kg) per il ruolo. Il risarcimento richiesto è di tre milioni di dollari, che era il pagamento che gli era stato promesso. La vicenda è risolta nel 2013, tramite un accordo tra le parti per una somma non specificata. Al termine della travagliata produzione del film, il ruolo viene assegnato a Pruitt Taylor Vince.
Nel 2016 appare nel documentario musicale Jimmy Scott: I Go Back Home, in cui è filmato durante la registrazione di The Folks Who Live on the Hill, traccia presente nell'album postumo di Jimmy Scott, intitolato I Go Back Home.
Nel 2019, a 24 anni di distanza da Casinò, torna a lavorare con Martin Scorsese in The Irishman, al fianco di Robert De Niro, Al Pacino e Harvey Keitel, in cui interpreta il ruolo del boss Russell Bufalino.

## Carriera di musicista
Nel 1968 pubblica il suo primo album intitolato Little Joe Sure Can Sing, con lo pseudonimo Joseph Richie, in cui è accompagnato dal suo migliore amico e futuro attore Frank Vincent.
Nel 1998 esce il suo secondo album, chiamato Vincent LaGuardia Gambini Sings Just for You, dal quale viene estratto il singolo Wise Guy, un brano rap sul tema mafioso. "Wise Guy" è stato co-scritto e prodotto dalla Poke & Tone-Hip-Hop la casa di produzione più nota come Trackmasters. Questo album che è al tempo stesso divertente e serio, esplora una grande varietà di generi, anche se fondamentalmente è un disco jazz, che rende omaggio al personaggio da lui interpretato nel film Mio cugino Vincenzo (1992), non solo attraverso il titolo dell'album, ma anche per la traccia principale Yo cousin Vinny, che oltre all'inglese, è cantato anche in italiano e spagnolo.
Il 29 novembre 2019 esce il suo terzo album, intitolato Still Singing. Il disco vede la partecipazione di Adam Levine dei Maroon 5, Jimmy Scott e il trombettista Arturo Sandoval. L'uscita è stata anticipata dal singolo Baby Girl.

## Vita privata
Nel 1964 si è sposato e dalla prima moglie, da cui ha poi divorziato, ha avuto una figlia, nata nel 1967. Nel 1988 ha sposato l'attrice Claudia Haro da cui ha avuto una figlia; la coppia ha divorziato nel 1992. Inoltre, tra il 1995 e il 1997 è stato fidanzato con l'attrice Leighanne Littrell, mentre, tra il 2000 e il 2008, è stato fidanzato con l'attrice e modella Angie Everhart.

## Filmografia

### Attore

#### Cinema
- Balliamo insieme il twist (Hey, Let's Twist!), regia di Greg Garrison (1961) - non accreditato
- Backstreet (The Death Collector), regia di Ralph De Vito (1976)
- Esecuzione al braccio 3 (Short Eyes), regia di Robert M. Young (1977) - non accreditato
- Toro scatenato (Raging Bull), regia di Martin Scorsese (1980)
- Jean e Barbara - Un film da finire (I'm Dancing as Fast as I Can), regia di Jack Hofsiss (1982)
- Dear Mr. Wonderful, regia di Peter Lilienthal (1982)
- Soldi facili (Easy Money), regia di James Signorelli (1983)
- Eureka, regia di Nicolas Roeg (1983)
- Tutti dentro, regia di Alberto Sordi (1984)
- C'era una volta in America (Once Upon a Time in America), regia di Sergio Leone (1984)
- Kidnapping - Pericolo in agguato (Man on Fire), regia di Elie Chouraqui (1987)
- Moonwalker, regia di Jerry Kramer (1988)
- Arma letale 2 (Lethal Weapon 2), regia di Richard Donner (1989)
- Ore contate (Catchfire), regia di Dennis Hopper (1989) - cameo non accreditato
- Il matrimonio di Betsy (Betsy's Wedding), regia di Alan Alda (1990)
- Quei bravi ragazzi (Goodfellas), regia di Martin Scorsese (1990)
- Mamma, ho perso l'aereo (Home Alone), regia di Chris Columbus (1990)
- Il padrone di casa (The Super), regia di Rod Daniel (1991)
- JFK - Un caso ancora aperto (JFK), regia di Oliver Stone (1991)
- Mio cugino Vincenzo (My Cousin Vinny), regia di Jonathan Lynn (1992)
- Arma letale 3 (Lethal Weapon 3), regia di Richard Donner (1992)
- Occhio indiscreto (The Public Eye), regia di Howard Franklin (1992)
- Mamma, ho riperso l'aereo: mi sono smarrito a New York (Home Alone 2: Lost in New York), regia di Chris Columbus (1992)
- Bronx (A Bronx Tale), regia di Robert De Niro (1993) - cameo
- Jimmy Hollywood, regia di Barry Levinson (1994)
- 110 e lode (With Honors), regia di Alek Keshishian (1994)
- Casinò (Casino), regia di Martin Scorsese (1995)
- Otto teste e una valigia (8 Heads in a Duffel Bag), regia di Tom Schulman (1997)
- Chi pesca trova (Gone Fishin'), regia di Christopher Cain (1997)
- Arma letale 4 (Lethal Weapon 4), regia di Richard Donner (1998)
- The Good Shepherd - L'ombra del potere (The Good Shepherd), regia di Robert De Niro (2006) - cameo
- Love Ranch, regia di Taylor Hackford (2010)
- The Irishman, regia di Martin Scorsese (2019)
- Il giorno dell'incontro (Day of the Fight), regia di Jack Huston (2023)

#### Televisione
- The Lucy Show – serie TV, 2 episodi (1966) - non accreditato
- Half Nelson, regia di Arthur Allan Seidelman – film TV (1985)
- Half Nelson – serie TV, 6 episodi (1985)
- La vita leggendaria di Ernest Hemingway, regia di José María Sánchez – miniserie TV (1989)
- I racconti della cripta – serie TV, episodio 3x12 (1992)
- Bupkis – serie TV (2023)

### Doppiatore
- The Pink Panther – serie TV (1993)
- Savva. Serdtse voina, regia di Maksim Fadeev (2015) - versione in lingua inglese

## Discografia
- 1968 – Little Joe Sure Can Sing (con lo pseudonimo Joseph Richie)
- 1998 – Vincent LaGuardia Gambini Sings Just for You
- 2019 – Still Singing

## Riconoscimenti
- Premio Oscar
  - 1981 – Candidatura al miglior attore non protagonista per Toro scatenato
  - 1991 – Miglior attore non protagonista per Quei bravi ragazzi
  - 2020 – Candidatura al miglior attore non protagonista per The Irishman[5]

- Golden Globe
  - 1981 – Candidatura al miglior attore non protagonista per Toro scatenato
  - 1991 – Candidatura al miglior attore non protagonista per Quei bravi ragazzi
  - 2020 – Candidatura al miglior attore non protagonista per The Irishman[6]

- BAFTA
  - 1982 – Miglior attore esordiente per Toro scatenato
  - 2020 – Candidatura al miglior attore protagonista per The Irishman

- Altri
  - 1981 – National Board of Review Award al miglior attore non protagonista per Toro scatenato
  - 1981 – National Society of Film Critics Award al miglior attore non protagonista per Toro scatenato
  - 1981 – New York Film Critics Circle Award al miglior attore non protagonista per Toro scatenato
  - 1991 – Boston Society of Film Critics Award per il miglior attore non protagonista per Quei bravi ragazzi
  - 1991 – Chicago Film Critics Association Award per il miglior attore non protagonista per Quei bravi ragazzi
  - 1991 – Kansas City Film Critics Circle Award per il miglior attore non protagonista per Quei bravi ragazzi
  - 1991 – Los Angeles Film Critics Association Award al miglior attore non protagonista per Quei bravi ragazzi
  - 1991 – National Board of Review Award al miglior attore non protagonista per Quei bravi ragazzi
  - 1993 – American Comedy Awards alla miglior performance comica per Mio cugino Vincenzo
  - 1993 – Candidatura all'MTV Movie Award alla miglior performance comica per Mio cugino Vincenzo
  - 1996 – Candidatura all'MTV Movie Award al miglior cattivo per Casinò
  - 2020 – Candidatura ai Satellite Awards per il miglior attore non protagonista per The Irishman
  - 2020 – Candidatura ai Critics' Choice Award al miglior attore non protagonista per The Irishman

## Doppiatori italiani
Nelle versioni in italiano delle opere in cui ha recitato, Joe Pesci è stato doppiato da:
- Manlio De Angelis in Quei bravi ragazzi, JFK - Un caso ancora aperto, Saturday Night Live, Occhio indiscreto, Bronx, Jimmy Hollywood, Casinò, Otto teste e una valigia, Chi pesca trova, The Good Shepherd - L'ombra del potere
- Leo Gullotta in C'era una volta in America, Moonwalker, Mio cugino Vincenzo, The Irishman
- Teo Bellia in Arma letale 2, Arma letale 3, 110 e lode, Arma letale 4
- Saverio Moriones in Mamma, ho perso l'aereo, Mamma, ho riperso l'aereo: mi sono smarrito a New York
- Carlo Sabatini in Tutti dentro, Ore contate
- Carlo Valli ne Il padrone di casa, Il giorno dell'incontro
- Piero Tiberi in Toro scatenato
- Armando Bandini in Eureka
- Rodolfo Traversa in Kidnapping - Pericolo in agguato
- Cesare Barbetti ne La vita leggendaria di Ernest Hemingway
- Guido Cerniglia ne Il matrimonio di Betsy
- Raffaele Farina ne I racconti della cripta
- Pasquale Anselmo in C'era una volta in America (ridoppiaggio)